# Carl Ostendarp
Carl Ostendarp (* 1961 in Amherst (Massachusetts)) ist ein US-amerikanischer Maler.

## Leben
Carl Ostendarp erwarb seinen Bachelor an der Boston University und seinen Master an der Yale University. Er lebte seit den 1980er Jahren in New York und hatte hier seine ersten Einzelausstellungen. 1992 zeigte Rolf Ricke Carl Ostendarp in der Gruppenausstellung Kinder!macht Neues! in seiner Galerie in Köln. Carl Ostendarp stellte mehrfach in der Galerie Rolf Ricke aus und wird heute von der Galerie Anke Schmidt in Köln vertreten.
Carl Ostendarps Malerei kann innerhalb der Auseinandersetzung mit der amerikanischen Nachkriegsmalerei verstanden werden. Die stark abstrahierten und monochromen Flächen können als Anleihen an der Tradition der Color-Field-Painting verstanden werden. Die erkennbaren Motive und Textelemente entlehnen sich der Cartoongrafik. Formal bewegt sich das Werk von Carl Ostendarp zwischen Abstraktion, Color-Field-Malerei und Popart. Die lautmalerischen Worte können als Referenz an die Comic-Gemälde von Roy Lichtenstein verstanden werden. Formal greift Ostendarp des Weiteren auf die Malerei der minimal art zurück wie beispielsweise die Gemälde von Nicholas Krushenick oder die Gemälde von Edward Avedisian aus den 1960er Jahren.
Carl Ostendarp lehrt an der Cornell University in Ithaka, New York.

## Einzelausstellungen (Auswahl)
- 2017: ’’Carl Ostendarp‚’’, Kunstverein Heilbronn, Heilbronn
- ’’Carl Ostendarp’’, Elizabeth Dee Gallery, New York,
- 2014 ’’BLANKS’’, Elizabeth Dee Gallery, New York,
- 2011 ’’Works by Carl Ostendarp’’, Museum Ludwig, Köln
- ’’Some Noise’’, Galerie Schmidt Maczollek, Köln
- 2002 Galerie Rolf Ricke, Köln
- 1998 Galerie Rolf Ricke, Köln
- 1995 Galerie Rolf Ricke, Köln
- 1989 White Columns, New York

## Gruppenausstellungen (Auswahl)
- 1999 Color Me Blind, Würtemburgischer Kunstverein, Stuttgart, Städtische Ausstellungshalle am Haverkamp, Münster, Dundee Contemporary Art, Dundee
- 1995 Pittura-Immedia, Neue Galerie am Landesmuseum Joanneum, Graz
- 1992 Kinder!macht Neues!, Galerie Rolf Ricke, Köln
- 2020 Die Bilder der Brüder. Eine Sammlungsgeschichte der Familie Burda, Museum Frieder Burda, Baden-Baden